# Bacopa semiserrata
Bacopa semiserrata là một loài thực vật có hoa trong họ Mã đề. Loài này được (Mart.) B.L.Rob. mô tả khoa học đầu tiên năm 1909.